# You Got It (песня Дайаны Росс)
«You Got It» (с англ. — «Ты понял это») — песня, записанная американской певицей Дайаной Росс для её восьмого студийного альбома Baby It’s Me 1977 года. Её авторами стали Линда Лори и Джерри Раговой, Ричард Перри выступил в роли продюсера записи.
Песня была выпущена в качестве четвёртого и последнего сингла с альбома в апреле 1978 года. Она достигла 49-й строчки в Billboard Hot 100 и 39-й строчки в R&B-чарте, а также как и в случае с ведущим синглом «Gettin’ Ready for Love», попала в первую десятку чарта Adult Contemporary.
В 2014 году было выпущено переиздание альбома Baby It’s Me с новыми миксами песен, включая «You Got It», продюсером стал Кевин Ривз.

## Отзывы критиков
Рецензент журнала Record World заявил, что «эта прекрасная песня раскрывает лучшее в голосе Дайаны Росс», и в результате она может стать её самым большим хитом за последнее время. Также он обнаружил в песне много отголосков старого звучания Motown, в том числе бэк-вокал в стиле Джимми Раффина.

## Список композиций
7" сингл
A. «You Got It» — 3:39
B. «Too Shy to Say» — 3:13

## Участники записи
- Дайана Росс — вокал
- Патти Брукс[англ.] — бэк-вокал
- Бекки Льюис — бэк-вокал
- Петси Пауэлл — бэк-вокал
- Ленни Кастро[англ.] — ударные
- Дэвид Хангейт — бас-гитара
- Майкл Омартиан — родес-пиано
- Джефф Поркаро — ударные
- Рей Паркер-младший — бас-гитара
- Ли Ритенаур — гитара
- Джин Пейдж — струнные аранжировки, дирижер
- Кевин Ривз — ремикс 2014 года

## Чарты
| Чарт (1978)                           | Высшая позиция |
| ------------------------------------- | -------------- |
| Канада (RPM Top Singles)              | 67             |
| США (Billboard Adult Contemporary)    | 9              |
| США (Billboard Hot 100)               | 49             |
| США (Billboard Hot R&B/Hip-Hop Songs) | 39             |